# ベトナム女子サッカー選手権
ベトナム女子サッカー選手権（英語: Vietnam women's football championship）は、ベトナムサッカー連盟(VFF)傘下で運営する、ベトナム国内における女子サッカーの最高峰リーグ。2012年現在、6チームが在籍している。

## 概要
チャンピオンシップという名称であるが、リーグ戦形式で開催されている。4月から5月に第一ラウンドを、7月に第二ラウンドを開催し、それらの成績を合計して争う。二回戦総当りで戦う。2011年は開幕直前までリーグスポンサーが未定だったが、無事ヴィナテックスがリーグスポンサーとなっている。

## 参加チーム（2012シーズン)
- ハノイ・トランアン1
- ハノイ・トランアン2
- ベトナム・コール・アンド・ミネラルズ（旧称：タン・ホアン・サン・ベトナム）
- フォンプー・ハナム
- タンポー・ホーチミン・シティー
- スティール・タイ・グエン

## 歴代優勝チーム
各シーズン優勝チームのリスト。
| 年   | 優勝チーム                           |
| ---- | ------------------------------------ |
| 1998 | ハノイ・トランアン1                  |
| 1999 | ハノイ・トランアン1                  |
| 2000 | ハノイ・トランアン1                  |
| 2001 | ハノイ・トランアン1                  |
| 2002 | タンポー・ホーチミン・シティー       |
| 2003 | ハノイ・トランアン1                  |
| 2004 | タンポー・ホーチミン・シティー       |
| 2005 | タンポー・ホーチミン・シティー       |
| 2006 | ハタイ                               |
| 2007 | タン・ホアン・サン・ベトナム         |
| 2008 | ハノイ・トランアン1                  |
| 2009 | ハノイ・トランアン1                  |
| 2010 | タンポー・ホーチミン・シティー       |
| 2011 | ハノイ・トランアン1                  |
| 2012 | ベトナム・コール・アンド・ミネラルズ |